# بیمارستان ولی عصر خرمشهر
بیمارستان ولیعصر واقع در استان خوزستان و شهرستان خرمشهر ، بیمارستانی آموزشی_درمانی و وابسته به دانشگاه علوم پزشکی آبادان با ۱۶۵ تخت فعال که در سال 1381 مورد بهره برداری قرار گرفت.
رییس بیمارستان : دکتر حسن سواریان
مدیر داخلی : سید مهدی ضیایی
رییس دفتر پرستاری/مامایی : نازیلا محسن زاده
هم اکنون این بیمارستان دارای بخش‌های اورژانس ، ICU جنرال ، اطفال ، نوزادان ، داخلی ، جراحی مردان ، CCU ، جراحی زنان و زایمان ، جراحی مغز و اعصاب، زایشگاه ،  اتاق عمل ، تالاسمی ، دیالیز ،  سی تی اسکن و دیگر واحدهای پاراکلینیکی و درمانگاهی می‌باشد.